# MWINAS
El Museo Minero de Andorra-Sierra de Arcos, más conocido como MWINAS, es un museo situado en el municipio español de Andorra, en la provincia de Teruel, comunidad autónoma de Aragón. El espacio museístico, inaugurado en 2005, se asienta sobre las antiguas instalaciones del Pozo de San Juan.
El MWINAS tiene entre sus objetivos conseguir un desarrollo sostenible de nuestro territorio, a través de la recuperación de la memoria histórica y del uso innovador de los viejos espacios mineros. El museo brinda al visitante un espacio único y vivo, en constante evolución, cuyo eje vertebrador es la minería del carbón. Su propuesta, que lo diferencia de otros museos mineros, es mostrar la comarca entera como un museo a cielo abierto. Ese hilo conductor –la minería– tiene puntos de referencia repartidos por el territorio, que nos ofrecen una visión completa de la historia comarcal de este sector clave de nuestra economía. El Parque consta de dos espacios principales: el Pozo de San Juan –donde se encuentra la sede, el centro de visitantes y la principal área expositiva– y un Espacio de Interpretación, que corresponde a la superficie restaurada de dos minas a cielo abierto.

## Instalaciones
Se localiza en Andorra, muy próximo al casco urbano. El Pozo de San Juan una antigua instalación minera, abandonada como tal hacia 1960, que conserva todas sus señas de identidad: el castillete de extracción, el pozo minero, la sala de máquinas, los almacenes, la carpintería, etc. Esto permite que las colecciones se muestren en su contexto y sea mucho más fácil comprender el conjunto de trabajos propios de la minería.
Consta de los siguientes sectores: 
Espacio museístico
Un antiguo almacén se convirtió en centro expositivo sobre el oficio y la vida del minero. Dispone de una rica colección de fotografías, planos, maquetas, útiles y herramientas que muestran el duro y desconocido oficio minero. También se reproducen espacios de su vida cotidiana: el economato, la enfermería, la oficina, la lampistería, etc. Esta colección se va incrementando día a día gracias al trabajo de un grupo de voluntarios, mineros retirados, que se encargan de la localización y restauración de las piezas.
Castillete de extracción minera

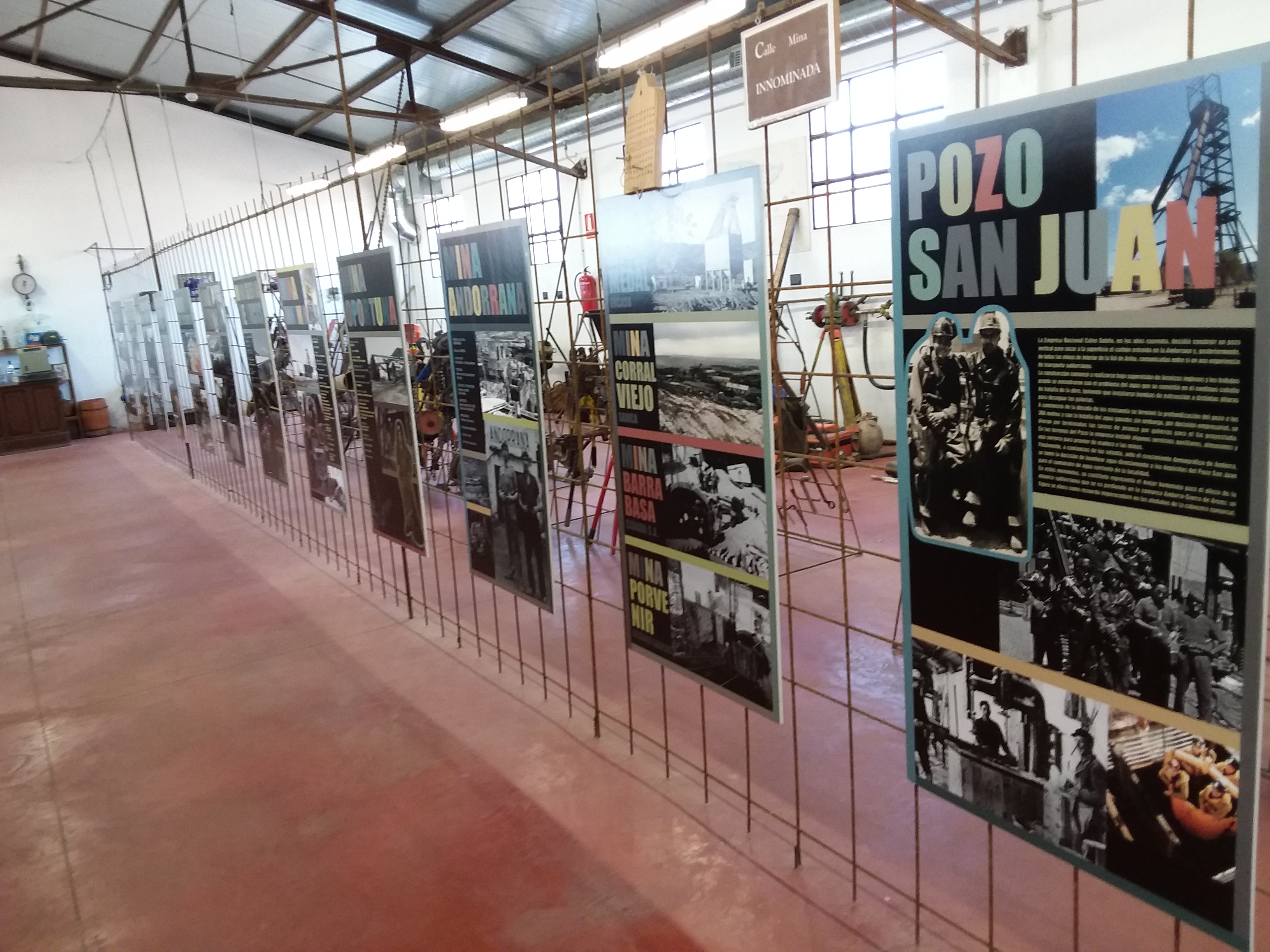
Dentro del museo podrás encontrar los útiles y herramientas que se utilizaban antaño.

Es el emblema físico y sentimental del Parque. Una esbelta estructura de hierro, recientemente restaurada, de 44 metros de altura; nuestra particular torre Eiffel, construida además con el mismo sistema que esta, mediante remaches calientes, sin necesidad de utilizar tornillos.
Parque Escultórico

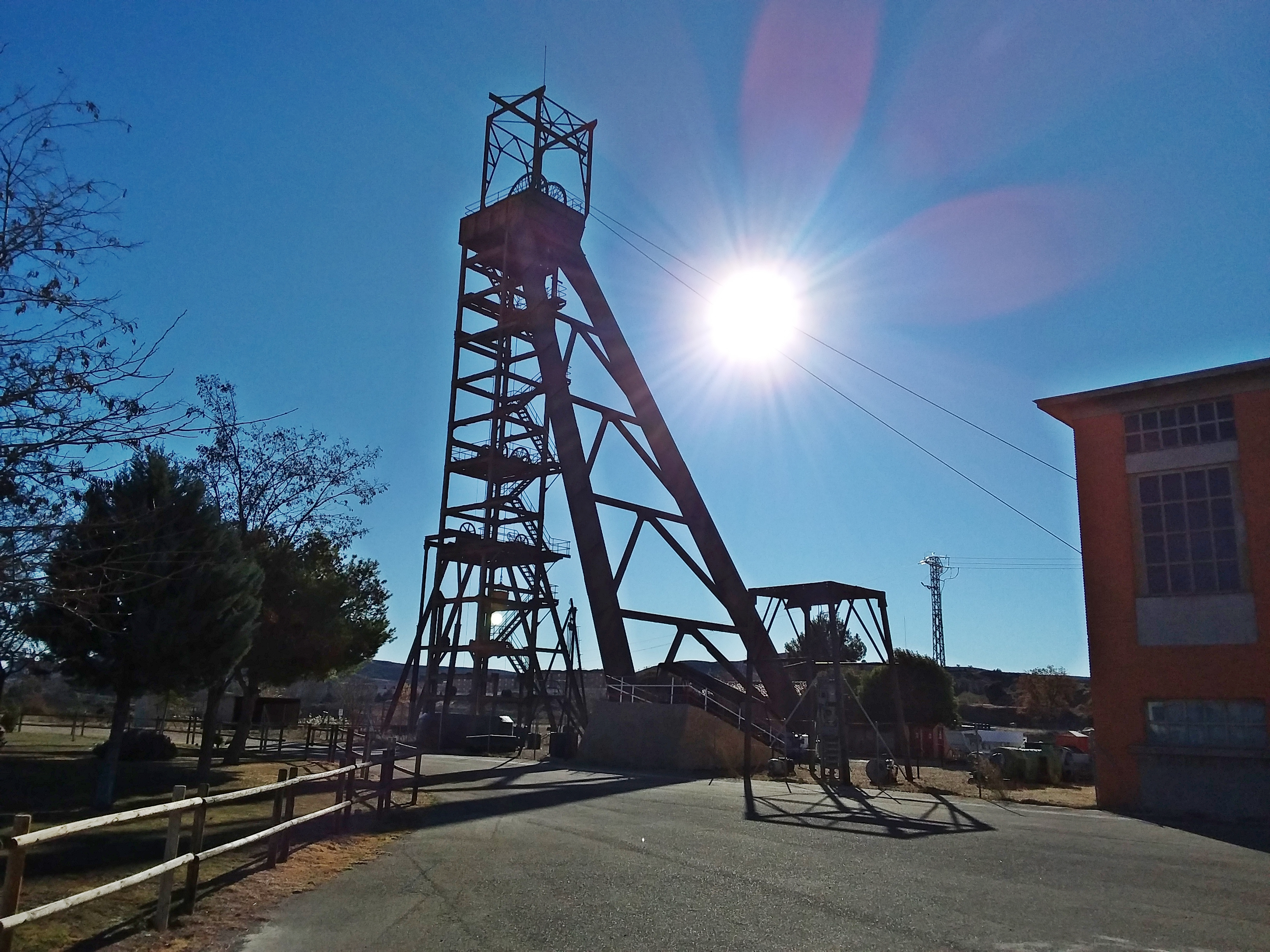
Este es el castillete que se utilizaba para bajar las vagonetas a la mina.

Exposición al aire libre de grandes máquinas, mudos testigos del duro trabajo en túneles y galerías que ayudan a comprender los distintos métodos de explotación del carbón en el interior de una mina, desde los más antiguos a las últimas incorporaciones tecnológicas.
Edificio de máquinas
Se puede visitar el edificio donde se cobija la máquina de extracción que hacía funcionar las poleas del castillete, una Robey inglesa de principios de los años 50.

## El Espacio de interpretación "Restauración Ecológica de Zonas Mineras"
Se localiza en Val de Ariño, entre los municipios de Andorra y Alloza, y comprende Corta Alloza y Corta Barrabasa, explotaciones mineras a cielo abierto realizadas por Endesa.
El carbón ha grabado su impronta en el paisaje, y las minas, sobre todo las explotaciones a cielo abierto, dibujan escenografías que contrastan vivamente con los decorados agrarios de nuestro entorno. Si a ello añadimos el interesante proceso de restauración de las explotaciones, nos encontramos ante un panorama que no deja indiferente a nadie. La visita nos permite conocer de primera mano todo el proceso de explotación de una mina de carbón por este método: los distintos sistemas de laboreo, la evolución de las metodologías de restauración, los usos de los terrenos ya restaurados y las relaciones entre minería y medio ambiente.